# Samatzai
Samatzai  (Samatzài in sardo) è un comune italiano di 1 503 abitanti della città metropolitana di Cagliari. Noto in antichità come Santu Maccari, è situato a circa 30 chilometri a nord da Cagliari.

## Geografia fisica

### Clima
Il clima di Samatzai è tipicamente mediterraneo caratterizzato da estati calde e inverni miti.

## Storia
L'area fu abitata già in epoca prenuragica e nuragica, per la presenza nel territorio di alcune domus de janas, di una necropoli e di alcuni nuraghi.
Nei pressi del paese attuale si trovano le rovine di due antichi villaggi.
Durante il Medioevo appartenne al giudicato di Cagliari e fece parte della curatoria di Nuraminis. Alla caduta del giudicato (1258) passò sotto il dominio pisano, e successivamente, intorno al 1355, sotto quello aragonese. Gli aragonesi formarono per il paese una baronia, la cui signoria passò dai conti pisani della Gherardesca a quelli aragonesi De Ampurias, poi ai De Puyalt e infine ai baroni Cervellon. Estintisi i Cervellon il paese divenne un feudo regio, amministrato cioè non da signori feudali ma direttamente da funzionari della corona. Il feudo rimase tale fino all'anno del suo riscatto (1839) quando fu soppresso il sistema feudale.
Ai sensi della Legge Regionale n. 9 del 12 luglio 2001, che ha previsto l'istituzione delle nuove province sarde, il comune di Samatzai avrebbe dovuto essere aggregato alla neonata provincia del Medio Campidano; con successiva Legge Regionale n. 10 del 13 ottobre 2003 si stabilì invece che restasse in quella di Cagliari, di cui fece parte fino alla successiva riforma del 2016.

### Simboli
Lo stemma e il gonfalone del comune di Samatzai sono stati concessi con decreto del presidente della Repubblica del 9 settembre 1999. Lo stemma si blasona:
Il covone simboleggia il grano che è il principale prodotto agricolo locale; i cinque scudetti di foggia spagnola rappresentano le cinque famiglie feudatarie del paese dal 1355 al 1826 (De Ampurias, De Puyalt, Di Montbuy, D'Heril, Cervellon).
Il gonfalone è un drappo troncato di giallo e di bianco.

## Monumenti e luoghi d'interesse

### Architetture religiose
- Chiesa parrocchiale di San Giovanni Battista,
- Chiesa di Santa Barbara,
- Chiesa campestre di San Pietro.

### Architetture civili
- Funtana Gruxi, croce eretta in onore di Missioni,
- Ex Municipio, oggi biblioteca comunale e ambulatori medici,
- Ex Montegranatico, oggi centro culturale,
- Palazzo Baronale.

### Monumenti
- Monumento in onore dei Caduti in guerra,
- Monumento in onore di Santa Barbara,
- Monumento in onore di Santa Lucia,
- Sa Gruxi Santa.

### Piazze
- Piazza 1º maggio, la piazza più grande del paese vista la sua superficie di 2219 m²,
- Prazza de Funtana Manna, o più comunemente conosciuta come Piazza San Giovanni,
- Piazza Guido Rossa, dove si affaccia il Municipio del paese,
- Piazza Enrico Berlinguer,
- Piazza di Chiesa, dove si eregge la chiesa patronale di San Giovanni Battista,
- Piazza Santa Barbara, che si estende di fronte alla Chiesa di Santa Barbara,
- Prazza de Funta Gruxi, determinata dall'incrocio delle due vie: via Cagliari e via Sardegna,
- Prazza de su Monti, anch'essa conseguente all'incorcio di due vie: via Roma e via Guasila, nei pressi del Montegranatico,
- Piazza Dionigi Burranca.

### Siti archeologici
- Su Nuraxi, il Nuraghe ubicato nella località Domu Is Abis.
- Domus de Janas, necropoli in località Sa Rocca Pertunta.

## Società

### Evoluzione demografica
Abitanti censiti

### Lingue e dialetti
La variante di sardo parlata a Samatzai è il campidanese occidentale.

## Cultura

### Scuole
Presenti nel comune una scuola dell'infanzia, una primaria e una secondaria di primo grado.

### Musei
- Museo la Casa del Fabbro.

## Infrastrutture e trasporti
Il centro di Samatzai è raggiungibile mediante la SS131 e la SS128. La S.P. 33 collega Samatzai con i comuni di Pimentel e Nuraminis mentre, la S.P. 34 con il comune di Guasila. Per quanto concerne i mezzi pubblici, il centro abitato è servito dalle autolinee regionali ARST che assolvono al collegamento col capoluogo attraverso varie corse giornaliere.

## Sport

### Impianti sportivi
- Campo sportivo comunale (calcio)
- Impianto sportivo con piscina, campetti da calcio a 5 e pista di pattinaggio
- Palestra comunale.